# Kamina (AP907)
Le Kamina devait être, à l'origine, un cargo bananier destiné à la Pologne.  Confisqué, durant sa construction, en 1940 par la Wehrmacht il est remorqué au port de Kiel pour être transformé en navire de soutien à une flottille de Schnellboote.
Il est récupéré au début de l'année 1945 par la Royal Navy dans un fjord norvégien. Réclamé par la Belgique en 1950, il intègre la Force navale belge jusqu'en 1968. Ce navire a eu une carrière bien remplie sous différents pavillons et noms.

## Lewant III
Le Lewant III était un navire frigorifique bananier commandé en 1938 par la compagnie maritime polonaise Zegluga-Polska de Gdynia en 1938 au chantier naval belge Cockerill-Sambre à Hoboken.
Il est mis sur cale le 11 décembre 1939. Après la campagne des 18 jours confisqué par la Wehrmacht il est transféré à Kiel avec le numéro de coque 683.

## Hermann von Wissmann
Trois ans de travaux seront nécessaires, à cause du manque de matière première, pour réaliser ce navire de soutien aux flottilles de Schnellboote et aux équipages de U-Boote. Le Hermann von Wissmann, du nom du colonisateur Hermann von Wissmann (1853-1905), est lancé le 16 décembre 1943 sous pavillon de la Kriegsmarine.
Il sert d'abord à la division de formation des Schnellboote puis rejoint la 5e division de flottille de Schnellboote dans le golfe de Finlande en 1944 à Helsinki puis Hamina, Paldiski et Ventspils. 
Fin 1944, il est basé à Świnoujście en Pologne, puis rejoint Kristiansand en Norvège. Il y reste durant l'offensive de la bataille des Ardennes en soutien aux équipages de sous-marins.
Il avait un rayon d'action de plus de 10 000 milles avec 450 tonnes de fioul à une vitesse moyenne de 11,5 nœuds. L'équipage comptait 225 hommes. Son armement comprenait :
- 3 × 1 canons à chargement rapide de 105 mm ;
- 3 × 2 canons anti-aériens de 37 mm ;
- 5 × 2 canons anti-aériens de 20 mm.

## HMSRoyal Harold
Échoué dans un petit port norvégien, il est récupéré par la Royal Navy le 8 mai 1945. Transporté à Kiel, il sert de casernement portuaire pour les troupes anglaises sous le nom de HMS Royal Harold.

## Kamina
En 1950, l'Office belge pour la reconstruction économique (Bureau belge de récupération économique) a pris connaissance de l'existence du navire et a exigé son retour en Belgique. En mauvais état, il est ramené à Anvers pour subir des travaux et être réutilisé comme navire transport de troupe pouvant embarquer jusqu'à 670 hommes.
Il est lancé le 8 décembre 1950 sous le nom d’AP907 Kamina, comme TNA (transport naval auxiliaire), d'après le nom de la base militaire de Kamina au Congo belge. Il quitte Anvers le 18 décembre 1950 avec 670 hommes du bataillon de volontaires, accompagné du dragueur de mines M901 Georges Lecointe, pour Busan en Corée du Sud.
À son retour, il subit une refonte au chantier naval Belliard et Crigthon à Ostende et devient l’AP957 Kamina. Il fait des allers-retours entre la Belgique et le Congo belge.
Après l'indépendance de la République du Congo (actuelle République démocratique du Congo), en octobre 1960 le navire, sans arme, effectue le rapatriement de 425 militaires sous le contrôle de l'ONU. 
En 1961, il est reconverti en navire de soutien logistique et navire-école. Il devient l’A957 Kamina le 6 février 1962. Il  peut embarquer 250 cadets en formation et son armement est réduit. Son dernier voyage océanique sera effectué en avril 1967 pour se rendre à Montréal à l'Exposition universelle de 1967.
Le 6 septembre 1967 il effectue son dernier voyage d'Ostende à Zeebruges avec tous les anciens commandants. Puis il est remorqué à Bruges le 26 septembre 1968 pour être démantelé par la société Brugse Scheepssloperij.